# Jad Abumrad
Jad Abumrad, né le 18 avril 1973 à Syracuse, est un animateur et producteur de radio américain d'ascendance libanaise.
Il est le créateur et coanimateur de l'émission Radiolab, diffusée sur la station de radiodiffusion publique new-yorkaise WNYC, et nationalement sur les stations du réseau public NPR via le processus de distribution dit de « syndication ». Il a également collaboré à plusieurs émissions de la radio publique NPR, produisant notamment des reportages pour les émissions Morning Edition et All Things Considered.